# Эконом (Античность)
Эконом (др.-греч. οἰκονόμος «домоправитель») — в античной Греции и Эллинистическом Египте лицо, облечённое государственной или частной властью для исполнения различных хозяйственных задач. Первое упоминание об «экономе» приходится под 330 год до н. э., в надписи города Приены, затем среди письменных памятников греческих городов Малой Азии — Смирны, Галикарнаса, Милета, Эфеса и других.
В Древнем Египте (в его эллинистический период истории) экономом назывался государственный чиновник, ведавший доставкой зерна в Александрию и осуществлявший контроль над финансами, сбором налогов и управлением крестьянами, обрабатывавшими царские земли. В каждом египетском номе был свой, выполняющий фискальные функции, эконом. В некоторых случаях экономы имели полномочия также организовывать и руководить отрядами правительственных войск.